# Fulde (Walsrode)
Fulde ist ein Ortsteil von Walsrode in Niedersachsen, etwa vier Kilometer westlich der Kernstadt. Er hat rund 270 Einwohner.

## Geografie
Die Ortschaft besteht aus dem Ortskern und den Siedlungen Forsthof, Söhren, Meirehmen, Nünningen und Gakenhof – insgesamt umfasst Fulde eine Fläche von 1517 ha, also 15,17 km². Nördlich der Siedlung Forsthof befindet sich der Grundlose See mit einer großen Moorlandschaft. Das Gebiet steht wegen seiner Flora unter Naturschutz. Seit einigen Jahren wird in der Gemarkung Fulde erfolgreich nach Erdgas gebohrt.
Südlich des Dorfes fließt der gleichnamige Fluss Fulde (zugleich auch Namensgeber des Dorfes), welcher in Walsrode in die Böhme mündet. In Fulde gibt es keine Straßenbezeichnungen, sondern nur Hausnummern, nach denen sich Einwohner, Postboten, Lieferanten und Besucher orientieren müssen.

## Geschichte
Fulde wurde 1224 als Wlle erwähnt. Die Herren von Fulde gehörte zur Ritterschaft des Fürstentums Lüneburg und hatte ihren Stammsitz in Fulde. Der Besitz des 1798 ausgestorbenen Geschlechts ging an die von Oeynhausen.
Im Jahre 1850 wurde das Gogrefe- und Forstamt in Rethem (Aller) aufgelöst, und der aus Fulde stammende Revierförster und Gogrefe August Ruschenbusch (1783–1874) ging in den Ruhestand. Ruschenbusch hatte am 17. Dezember 1843 die Jagd auf den letzten großen Wolf bei Dreikronen geleitet.
Am 1. März 1974 wurde Fulde im Rahmen der Gebietsreform in Niedersachsen der Stadt Walsrode zugeordnet.

## Politik
Ortsvorsteher ist Wolfgang Winter.